# Holly Hunter
Holly Hunter (Conyers, Georgia, SAD, 20. ožujka 1958.) američka je glumica. Njene su najistaknutije uloge u filmovima Arizona Junior, TV Dnevnik,  Uvijek i Glasovir za koje je osvojila nekoliko nagrada, uključujući i Oscara za najbolju glumicu. Također je zvijezda TV serije Saving Grace.

## Mladost i početak karijere
Rođena je u Conyersu, u američkoj saveznoj državi Georgiji, kao kćer kućanice Opal Marguerite i farmera i predstavnika proizvođača sportskih proizvoda Charlesa Edwina Huntera. Studirala je glumu na Carnegie Mellon University u Pittsburghu, nakon čega se seli u New York City gdje je živjela zajedno s glumicom Frances McDormand. Slučajni susret s dramaturginjom Beth Henley, kada su ostale zajedno zarobljene u dizalu, Holly Hunter dovodi do uloge na Broadwayu u predstavi prema tekstu Beth Henley, Crimes of the Heart, i off-broadway uloge u predstavi The Miss Firecracker Contest. "Bilo je to negdje početkom 1982., na 49. ulici između Broadwaya i 8. avenije", prisjećala se Hunter u intervjuu. "[Bile smo zarobljene] 10 minuta, ne duže. U stvari imale smo lijep razgovor. Bile smo samo nas dvije." Kada se preselila u Los Angeles 1982., Hunter je dijelila kuću s grupom ljudi među kojima su bili Frances McDormand i redatelj Sam Raimi, kao i budući suradnici Joel i Ethan Coen.

## Pozornica i film
Nakon preseljenja u Los Angeles, glumila je u TV filmovima prije dodjeljivanja manje uloge u filmu Swing Shift. Iste godine ostvaruje svoju prvu suradnju s timom braće Coen u Suvišna okrutnost, kao snimljeni glas na telefonskoj sekretarici. Do 1987. slijedi više rada na filmu i televiziji, kada zahvaljujući glavnim ulogama u Arizona Junior i TV Dnevnik, postaje priznatom filmskom zvijezdom. 1989., bila je glavna glumica u filmskoj adaptaciji drame Beth Henley Miss Firecracker, i jedna od glavnih uloga u Spielbergovoj romantičnoj drami Uvijek, zajedno s Richardom Dreyfussom; i televizijskoj dukumenatrnoj drami o slučaju na Vrhovnom sudu Roe v. Wade. Nakon drugog filma zajedno s Dreyfussom 1991., Once Around, Holly Hunter osvaja pozitivne kritike za tri filma iz 1993. godine, i dvije nominacije za Oscara: uloga u pravnom trileru Tvrtka donosi joj nominaciju za Oscara za nabolju sporednu glumicu, dok s ulogom nijeme Škotkinje u preljubnoj vezi s Harveyem Keitelom u drami novozelandske redateljice Jane Campion, Glasovir, osvaja nagradu za najbolju glumicu. Karijeru nastavlja u drami-komediji Home for the Holidays (1995.) i trileru Copycat (1995.). Bio je vrlo zapažen njen nastup u Cronenbergovom filmu Crash (1996.), ali i zasjenjen kontroverzama oko tog filma, te je njena uloga zajedljivog anđela u romantičnoj crnoj komediji A Life Less Ordinary (1997.) doživjela sličnu sudbinu. Iduće godine igrala je njujoršku razvedenicu u drami-komediji Living Out Loud, redatelja Richarda LaGravenesea, pored Dannyja DeVita, Queen Latifah, i Martina Donovana, za što je dobila pozitivne kritike. 1990-e je zaokružila manjom ulogom u nezavisnoj filmu Jesus' Son, i drami Woman Wanted (1999.) Kiefera Sutherlanda.
Nakon manje uloge u komediji braće Coen Tko je ovdje lud? (2000.), iste godine glumi u televizijskom filmu Harlan County War, prikazu radničkih borbi rudara u Kentuckyju. Svoj angažman na malom ekranu nastavlja ulogom u sportskoj drami When Billie Beat Bobby (2001.), glumeći čuvenu tenisačicu Billie Jean King u istinitoj priči o egzibicijskom meču s Bobbyjem Riggsom, i kao narator u Eco Challenge New Zealand, prije povratka na film 2002., manjom ulogom u drami Moonlight Mile. Iduće godine osvaja pozitivne kritike za svoj nastup u drami o iskupljenju Levity. 2003., ulogom u hvaljenom filmu Thirteen osvaja nominaciju na Oscara za nabolju sporednu glumicu. 2004., glumila je zajedno s Brittany Murphy u romantičnoj komediji Little Black Book, te je iste godine posudila svoj glas Helen Parr, superheroini u crtanom filmu Izbavitelji. 2005., zajedno s Robinom Williamsom glumi u crnoj komediji The Big White.  
Kao izvršna producentica, sebi je osigurala ulogu u dramskoj TV seriji Saving Grace, koja se prikazuje od 2007. Za tu ulogu osvojila je nominaciju za Zlatni globus, dvije nominacije za nagradu udruženja filmskih glumaca i nominaciju za Emmy. 2008. postavljena je njena zvijezda na Hollywood Walk of Fame.

## Privatni život
Dugo je godina bila u vezi s glumcem Arlissom Howardom. Bila je udana za poljskog snimatelja Janusza Kaminskog od 1995. do 2001. Od 2001. u vezi je s američkim glumcem Gordonom MacDonaldom, s kojim je glumila u predstavi Marine Carr By the Bog of Cats 2001. i 2004. godine. 2006., u 47. godini života rodila je blizance. Njen bratić je Tim Salmon, američki igrač baseballa.

## Izabrana filmografija
- Arizona Junior (1987.)
- TV Dnevnik (1987.)
- Uvijek (1989.)
- Glasovir (1993.)
- Tvrtka (1993.)
- Copycat (1995.)
- A Life Less Ordinary (1997.)
- Woman Wanted (2000.)
- Tko je ovdje lud? (2000.)

## Vanjske poveznice
- Holly Hunter u internetskoj bazi filmova IMDb-u (engl.)
- Intervju - guardian.co.uk